# Herbert Westermark
Johan Herbert Westermark (Estocolm, 30 d'agost de 1891 - Estocolm, 29 d'octubre de 1981) va ser un regatista suec que va competir a començaments del segle xx. Era germà del també regatista Nils Westermark.
El 1912 va prendre part en els Jocs Olímpics d'Estocolm, on va guanyar la medalla de plata en la categoria de 8 metres del programa de vela. Westermark navegà a bord del Sans Atout junt a Emil Henriques, Bengt Heyman, Alvar Thiel i Nils Westermark.